# Kostel svatého Petra a Pavla (Bohdíkov)
Kostel svatého Petra a Pavla v Bohdíkově je barokní stavbou z 18. století. Kostel s ohradní zdí byl v roce 1964 zapsán na seznam kulturních památek.

## Historie
V Bohdíkově stál původně dřevěný kostelík s farou, který však vyhořel v roce 1678. Nový kostel dal postavit v roce 1725 kníže Josef Jan Adam z Lichtenštejna. Pozemek, na kterém kostel stojí, byl močálovitý, proto musel být zpevněn dřevěnými piloty a to tak vysoko, jak je od země k oknům. Věž musela být postavena za apsidu, nikoliv ke vchodu kostela, kde bylo propadnutí země největší. Kostel býval obklopen hřbitovem, který byl zrušen v roce 1892. Od roku 1958 patří kostel společně se zdí, která ohrazovala původní hřbitov, mezi kulturní památky ČR. V letech 1996–2001 prošel kostel celkovou rekonstrukcí.

## Architektura

### Exteriér
Kostel je samostatně stojící jednolodní stavba s podélnou osou ve směru jihovýchod–severozápad. Loď obdélného půdorysu přechází v apsidu, ke které byla přistavěna hranolová věž s cibulovou střechou. Nad vstupem do kostela je osazen kamenný polychromovaný znak Josefa Adama Jana z Lichtenštejna s ústředním reliéfem Řádu zlatého rouna. Průčelí je ozdobeno pískovcovou sochou Madony v horní části rizalitu a po stranách nikami se sochami sv. Petra a Pavla.

### Interiér
Na tabernáklu hlavního oltáře je umístěna poloplastika Madony s dítětem. V závěru kněžiště je zavěšen monumentální obraz duchovních patronů kostela, zn. Josef Ringlhun 1853. Od téhož autora je obraz sv. Josefa na bočním oltáři v lodi.
Nejhodnotnější součástí vnitřního vybavení kostela jsou obrazy barokního uničovského malíře Jakuba Zinka. Čtrnáct obrazů křížové cesty tvoří hlavní výzdobu celého interiéru. Od roku 2006 jsou postupně restaurovány.